# Besançon Football
Besançon Football là một câu lạc bộ bóng đá Pháp có trụ sở tại Besançon. Đội chơi ở Stade Léo Lagrange.
Câu lạc bộ được thành lập vào tháng 6 năm 2014 với tên Besançon FC, đã phát triển từ bộ phận bóng đá của Besançon ASPTT, có vị trí ở Championnat de France Amateur 2 mà họ đã tham dự mùa giải 2014-15.
Vào tháng 5 năm 2017 Besançon FC sáp nhập với câu lạc bộ địa phương Promo Sports Besançon để tạo thành Besançon Football.